# Stávros Labriákos
Stávros Labriákos (en grec : Σταύρος Λαμπριάκος, né le 30 novembre 1975 à Salonique) est un footballeur grec, évoluant en attaque. Son grand gabarit (192 cm) ainsi que sa robustesse lui permettent de jouer aussi en défense centrale. 
Formé au centre de formation de l'Aris FC il signe son premier contrat professionnel avec le club en 1993. En 1995 il s'engage avec l'Apollon Smyrnis avec lequel il dispute 130 matchs et marque à 33 reprises. En 2001 il est transféré à l'AO Xanthi où il évolue jusqu'en 2009 (167 matchs - 32 buts), année qui marque son retour au club de son cœur, l'Aris FC.